# Asura intrita
Asura intrita là một loài bướm đêm thuộc phân họ Arctiinae, họ Erebidae.